# Distretto di Ivankiv
Il distretto di Ivankiv (in ucraino Іванківський район?, Ivankivs'kyj rajon) è stato un distretto dell'oblast' di Kiev, nell'Ucraina settentrionale, con capoluogo la città di Ivankiv.
È stato soppresso nell'ambito della riforma amministrativa del 2020 ed è stato accorpato al distretto di Vyšhorod.